# Alfred Pollak (Politiker)
Alfred Pollak (* 23. Dezember 1904 in Breslau; † 29. März 1988 in Berlin) war ein deutscher Politiker (SPD).
Alfred Pollak war Angestellter einer Gewerkschaft. Nach dem Tod Ludwig Kellers rückte Pollak im November 1950 für wenige Wochen in die Stadtverordnetenversammlung von Groß-Berlin nach.